# Avagraha
Avagraha (Devanagari: अवग्रह avagraha) ऽ é um símbolo do alfabeto devanagari usado para indicar prodelisão de um अ a. É normalmente transliterado com um apóstrofe.